# Ludwig Friedrich von Domhardt
Ludwig Friedrich von Domhardt (* 1744; † 25. Januar 1814; anderes Sterbedatum: 1821) war ein preußischer Beamter und ein Gutsbesitzer.

## Leben
Ludwig Friedrich von Domhardt wurde als Sohn des Kammerpräsidenten Johann Friedrich von Domhardt (* 1712; † 1781) und dessen Ehefrau Johanna Amalia, Tochter des Johann Casper Keydel, braunschweigischer Forstinspektor, der dann als Domänenpächter nach Ostpreußen kam, geboren. Seine Geschwister waren:
- Justus Friedrich von Domhardt (* 1741; † 1796), Rittmeister a. D.
- Amalia Eleonore von Domhardt (* 1745; † 19. August 1785)[3], verheiratet mit Woldemar Siegmund von Reibnitz († Mai 1774 in Königsberg), Herr auf Rossitten, Petersdorf, Opitten und Laubwitz im Kreis Preußisch Holland, preußischer Major;
- Ernestine Gertrud Friederike von Domhardt (* 1750; † 1807);
- Albertine Elisabeth Henriette von Domhardt (* 1752; † 1795), verheiratet mit Generalmajor Sylvius Heinrich Moritz von Frankenberg und Proschlitz (1732–1795);
- Dorothea Friederica von Domhardt (* 1753; † 1775);
- Otto Heinrich Friedrich von Domhardt (* 1756; † 25. Dezember 1835 in Bestendorf), ab 1774 in hessen-kasselschen Diensten, Major und Landstallmeister, Lehnsherrn der (Groß)-Bestendorf und Wilmsdorfschen Güter, Erbherr auf Schrombehnen.

Ludwig Friedrich von Domhardt erhielt zu Hause Privatunterricht und begann im Mai 1762 ein Studium an der Universität Königsberg. Anfangs arbeitete er als Referendar in Berlin, unternahm dann eine längere Auslandsreise, die ihn u. a. auch nach England führte und hatte nach seiner Rückkehr im Januar 1767 eine Audienz bei Friedrich II.
Mit Kabinettsordre v. 22. Januar 1767 wurde er bei der Regieverwaltung eingesetzt und wurde unter Anleitung des Finanzrates Marcus Antonius de la Haye de Launay eingearbeitet. 1769 wurde er Kriegs- und Domänenrat bei der Kammer in Kleve. Im Dezember 1771 bat sein Vater darum, Ludwig Friedrich von Domhardt in die Pepiniere des Generaldirektoriums aufzunehmen, allerdings erfolgte hierbei kein örtlicher Wechsel nach Berlin. Im Mai 1776 wurde er dann zweiter Kammerdirektor in Minden.
Mit Ordre vom 4. Januar 1782 wurde er Nachfolger von Carl Friedrich Ludwig von Gaudy (1734–1784) als Präses und Direktor der Bromberger Kammerdeputation und trat im März 1782 dieses Amt an. Im September 1786 wurde er Kammerpräsident in Marienwerder und war damit Nachfolger von Ernst Wilhelm Benjamin von Korckwitz (1744–1802). Im April 1790 erhielt er den Charakter als Finanzrat, später wurde er Geheimer Oberfinanzrat, und wurde zugleich Chef des preußischen Feld-Kriegskommissariats. Mit Kabinettsorder vom 1. Juli 1790 entließ ihn der König ohne Angaben von Gründen, aus seinem Amt als Kammerpräsident und bestimmte Friedrich Ewald Ernst von Massow zu seinem Nachfolger; daraufhin zog sich Ludwig Friedrich von Domhardt auf sein Gut nach Worienen im Kreis Preußisch Eylau zurück.
1792 erwarb er das Gut Bestendorf mit den Vorwerken Nasewitt, Gallinden und Klein Wilmsdorf von Generalmajor Karl Friedrich Ernst Truchseß von Waldburg. 1804 kaufte er die Begüterung Bandels mit Bartelsdorf, Tappelkeim, Sand, Kobbelbude (b. Preußisch Eylau) und Suiken bei Sehmen.
Trotz mehrmaliger Versuche konnte er nicht mehr in den öffentlichen Dienst zurückkehren.
Er war verheiratet mit der Gräfin Agnes Theresia Honorata von Leszczyc Radolino Radolinska (* unbekannt; † 1. September 1828 in Worienen). Gemeinsam hatten sie zwei Kinder:
- Anna Therese Friederike Adelheid von Domhardt (* 2. Mai 1791; † unbekannt);
- Alfred Gustav Friedrich von Domhardt (* 20. August 1792 in Worienen; † 23. Mai 1856 in Bestendorf).

## Freimaurer
1780 wurde er Mitglied der Freimaurer.